# محمود بايزيدي
محمود بايزيدي (بالكردية: Mehmûdê Bazîdî) ، 1797-1859 ، كان فيلسوفًا وعالميًا كرديًا من بايزيد في الإمبراطورية العثمانية . بايزيد تسمى الآن Doğubeyazıt باللغة الرسمية التركية وتقع في مقاطعة أغري ، تركيا.
يحتل ملا محمود البايزيدي مكانة فريدة ومهمة في تاريخ الثقافة الكردية، وذلك بسبب إسهاماته الجوهرية في تطوير الثقافة المكتوبة الكردية، فضلاً عن جهوده الكبيرة في الحفاظ على العديد من المخطوطات الكردية ومنعها من الضياع والاندثار. بالإضافة إلى ذلك، يُذكر تأسيسه لمشروع ثقافي تنموي، حيث كانت اللغة الكردية هي محور هذا المشروع وروحه.

## اعماله
يعد كتاب عادات الأكراد وتقاليدهم لملا محمود البايزيدي من اشهر الكتب في الثقافة الكردية. يتناول هذا الكتاب تقاليد وعادات الشعب الكردي ونمط حياتهم البدوي، ويقدم تفاصيل دقيقة عن المعتقدات الشعبية وأساليب الحياة لمختلف القبائل التي تعايشها المؤلف. يعتبر هذا الكتاب وصفًا شاملاً للأثنولوجيا، حيث يمنح القارئ نظرة شاملة على حياة الأكراد الرحل، بجميع أفراحهم وتحدياتهم، في منطقة جغرافية واسعة. تمت كتابته بواسطة ملا محمود بايزيدي في عام 1857، استجابةً لطلب القنصل الروسي في مدينة أرضروم، الذي كلفته الأكاديمية العلمية الروسية في بطرسبرغ بجمع المعلومات ذات الصلة بالعشائر الكردية المتاخمة للحدود الروسية العثمانية، وذلك في ظل الصراع بين الإمبراطوريتين الروسية والعثمانية.

### مقطع من الكتاب:

##### مدرسة الاستشراق الروسية و انتعاش الكردولوجيا:
تعود علاقات روسيا والدول الإسلامية إلى عهود قديمة ولكن هذا ليس مجال بحثنا في هذه المقدمة الوجيزة. أما ما يهمنا بهذا الخصوص فهي الفترة العثمانية وبشكل خاص الفترة المتأخرة من عمر الدولة العثمانية في النصف الثاني من القرن التاسع عشر وحتى بداية القرن العشرين.
نظرا لطبيعة العلاقة الشائكة والمتذبذبة بين الدولتين الجارتين العدوتين والحروب الكثيرة التي كانت تقع بينهما فقد كان من الضروري استراتيجيا أن تتعرف روسيا على الشعوب التي تضمها حدود الامبراطورية العثمانية ومنها الشعب الكردي نظرا لتوزعه الجغرافي بالقرب من الحدود الجنوبية لروسيا وطبيعة الحياة الاجتماعية التي كانت تفرض الترحال على بعض القبائل الكردية والدخول إلى الأراضي الروسية بحثا عن المراعي لقطعان المواشي. ومنذ بداية القرن التاسع عشر أوكلت روسيا مهمة التعرف على الشعب الكردي.